# Сигма Скульптора
Сигма Скульптора (HD6178) є хімічно пекулярною зорею спектрального класу
A2 й має видиму зоряну величину в смузі V приблизно  5,5.
Вона  розташована на відстані близько 226,7 світлових років від Сонця.

## Фізичні характеристики
Зоря HD6178 обертається 
досить швидко 
навколо своєї осі. Проєкція її екваторіальної швидкості на промінь зору становить  Vsin(i)= 79км/сек.